# Nagyborsa
Nagyborsa (szlovákul Hrubá Borša) község Szlovákiában, a Pozsonyi kerületben, a Szenci járásban. Alsó- (vagy Német-), Felső- (vagy Tót-) és Középborsa egyesítésével jött létre.

## Fekvése
Szenctől 8 km-re délkeletre, a Feketevíz és a Kis-Duna között fekszik.

## Története
1244-ben említik először, ekkor szerepel oklevélben egy Borsai Márton (Martinus de Borsa) nevű nemes.
1515-ben alsóborsai Chyorba András visszaadta bakai Besenyey László utódainak a zálogban lévő birtokaikat Bakán, Sewpre-n, Úfalun és Németfödémesen.
Vályi András szerint "Alsó Borsa. Tót falu Poson Vármegyében, Csalóköz szigetében, földes Urai külömbféle Urak, lakosai Magyarok, Totokkal elegyest, mezeje elég gazdag, de a’ mellette folyó Duna néha nagy kárára van, fája kevés van, tulajdonságaira nézve, hasonló Királyfalvához, 251második Osztálybéli." 
"Felső Borsa. Elegyes falu Poson Vármegyében, birtokosai külömbféle Urak, lakosai katolikusok, fekszik a’ Dunához közel, Jókátol egy mértföldnyire, határja, ’s vagyonnyai is középszerűek." 
Fényes Elek szerint "Borsa (Kis), magyar falu, Pozson vármegyében, a kis Dunán túl Szenczhez 1 mfd., 140 kath., 6 zsidó lak. Ut. p. Cseklész."
"Borsa (Nagy), magyar falu, Pozson vmgyében, 3 utczából áll, u. m. alsó-, felső-, közép Borsából. Lakja 258 kath., 1 evang., 13 ref., 12 zsidó. Földje, rétje jó; erdeje is van. F. u. Szőllő, Farkas, Pethő, s m. t. Ut. p. Cseklész."
A trianoni békeszerződésig Pozsony vármegye Szenci járásához tartozott.

## Népessége
| Év:            | 1994. | 2004.    | 2014.    | 2024.     |
| -------------- | ----- | -------- | -------- | --------- |
| Emberek száma: | 327   | 386      | 623      | 1739      |
| Eltérés:       |       | +18,04 % | +61,39 % | +179,13 % |

| Év:            | 2023. | 2024.   |
| -------------- | ----- | ------- |
| Emberek száma: | 1672  | 1739    |
| Eltérés:       |       | +4,00 % |

1880-ban 363 lakosából 279 magyar, 48 szlovák, 18 német anyanyelvű, 1 idegen és 17 csecsemő volt. Ebből 314 római katolikus, 33 református, 11 zsidó, 4 evangélikus és 1 egyéb vallású.
1890-ben 388 lakosából 245 magyar és 129 szlovák anyanyelvű volt.
1900-ban 400 lakosából 277 magyar és 116 szlovák anyanyelvű volt.
1910-ben 410 lakosából 318 magyar, 88 szlovák, 4 német anyanyelvű volt.
1921-ben 395 lakosából 276 magyar és 106 csehszlovák volt.
1930-ban 332 lakosából 137 magyar és 185 csehszlovák volt.
1941-ben 314 lakosából 283 magyar és 31 szlovák volt.
1970-ben 423 lakosából 127 magyar és 293 szlovák volt.
1980-ban 396 lakosából 130 magyar és 263 szlovák volt.
1991-ben 315 lakosából 134 magyar és 176 szlovák volt.
2001-ben 360 lakosából 114 magyar és 239 szlovák volt.
2011-ben 445 lakosából 346 szlovák és 91 magyar volt.
2021-ben 1323 lakosából 119 magyar, 1130 szlovák, 1 ruszin, 38 egyéb és 35 ismeretlen nemzetiségű volt.

## Neves személyek
- Itt született 1832-ben Szüllő Géza 48-as huszárhadnagy, országgyűlési képviselő, tanfelügyelő.

## Nevezetességei
- Szent Rozália tiszteletére szentelt római katolikus temploma 1930-ban épült.